# Michael Penfold
Michael Penfold-Becerra ist ein Dozent und Leitungsmitglied der IESA, dem Instituto de Estudios Superiores de Administración in Caracas, Venezuela. Er ist Mitautor mehrerer Bücher zu den internationalen Wirtschaftsbeziehungen, Verwaltung und politischer Ökonomie in Lateinamerika.
Penfold studierte an der Columbia University und erhielt dort 1999 seinen PhD. Er war 1999 bis 2003 Direktor des Venezuelan Investment Council CONAPRI. 2005 war er Edward Laroque Tinker Gastprofessor am Institute of Latin American Studies ILAS der Columbia University. 2008 war er als Distinguished Visitor bei der University of Southern California.

## Veröffentlichungen (Auszug)
- Michael Penfold-Becerra, Clientelism and Social Funds: Empirical Evidence from Chávez’s “Misiones” Programs In Venezuela, Instituto de Estudios Superiores de Administración (IESA) Caracas, Venezuela, Mai 2006
- Corrales, Javier, 1966, Penfold-Becerra, Michael. Venezuela: Crowding Out the Opposition, in: Journal of Democracy - Volume 18, Number 2, April 2007
- Javier Corrales und Michael Penfold, Dragon in the Tropics Hugo Chavez and the Political Economy of Revolution in Venezuela, Brookings Institution Press 2011